# 高崎フィルム・コミッション
高崎フィルム・コミッション（たかさきフィルム・コミッション）とは、群馬県高崎市観光課より2014年業務移管され、現在NPO法人たかさきコミュニティシネマが運営しているフィルム・コミッションである。

## 協力したロケ（一部）

### 映画
- 相棒 ─劇場版─
- 紅いラムネ
- アンフェア the movie
- 頭文字D
- 同じ月を見ている
- おろち
- カイジ 人生逆転ゲーム
- 神様のパズル
- 君に届け
- 嫌われ松子の一生
- 珈琲時光
- 佐賀のがばいばあちゃん
- さくらさくら
- さくらな人たち
- 沈まぬ太陽
- 死神の精度
- 少年メリケンサック
- 神童
- セーラー服と機関銃 -卒業-
- 高崎グラフィティ。
- 罪とか罰とか
- Dear Friends
- 東京大学物語
- 時をかける少女（2010年版）
- ドロップ
- ドングリ兄弟の逆襲
- 七瀬ふたたび
- 虹の女神
- 日本沈没（2006年版）
- ノルウェイの森
- ばかもの
- パッチギ! LOVE&PEACE
- 半落ち
- 彼岸島
- ベロニカは死ぬことにした
- 包帯クラブ（オール高崎ロケ）
- ホールドアップダウン
- 僕の彼女はサイボーグ
- マイ・バック・ページ
- 真夜中の少女たち
- 漫才ギャング
- リアル鬼ごっこ2
- リンダリンダリンダ
- ワルボロ
- あしたのジョー
- PINK SPIDER
- これでいいのだ!!映画★赤塚不二夫
- ALWAYS 三丁目の夕日'64
- 仮面ライダー×スーパー戦隊 スーパーヒーロー大戦
- 貞子3D

### ドラマ
- 相棒
- 蒼い瞳とニュアージュ
- 炎神戦隊ゴーオンジャー
- 仮面ライダーカブト
- 仮面ライダーキバ
- 仮面ライダーディケイド
- 仮面ライダー電王
- クライマーズ・ハイ
- 警視庁捜査一課9係
- 轟轟戦隊ボウケンジャー
- 獣拳戦隊ゲキレンジャー
- 恋文 ～私たちが愛した男～
- ひめゆり隊と同じ戦火を生きた少女の記録 最後のナイチンゲール
- 逃亡者 木島丈一郎
- 特捜戦隊デカレンジャー
- 富豪刑事
- ブラッディ・マンデイ
- フルスイング
- プロポーズ大作戦
- ベビーシッターの危険な好奇心
- BOSS
- ホテルウーマン
- 魔法戦隊マジレンジャー
- MR.BRAIN
- 未来講師めぐる
- 僕とスターの99日
- 造花の蜜

### 情報・バラエティ
- 開運!なんでも鑑定団
- カミンぐアウト・秘密のケンミンSHOW
- 奇跡体験!アンビリバボー
- 所さんの学校では教えてくれないそこんトコロ!
- 中井正広のブラックバラエティ
- まごまご嵐
- めざましテレビ
- ゆうどきネットワーク
- 空から日本を見てみよう
- 報道の日 2011 記憶と記録そして願い

### CM
- ナイキ
- 佐川急便
- 万寿屋

### 雑誌
- JJ

その他、プロモーションビデオ等にも多数協力